# The Impossible Game
The Impossible Game (română Jocul Imposibil) este un joc platformă cu un singur buton din 2009 dezvoltat și publicat de Fluke Games. Portul Windows, macOS și Linux a fost dezvoltat de Grip Games⁠(d).

## Gameplay
Obiectivul jocului este de a ghida un cub peste țepuri și gropi. Există 5 niveluri în joc (2 în versiunile normale iOS și Android), dintre care patru cu muzică originală.
În modul normal, dacă jucătorul moare în acest mod, nivelul începe de la capăt.
În modul Practice, pot fi plasate steaguri (checkpoint-uri). Dacă jucătorul moare în acest mod, jucătorul reapare la steagul pe care l-a plasat recent. De fiecare dată când un nivel este învins, o medalie este deblocată în funcție de felul în care l-au învins.

### Editor de nivel
Pe versiunea pentru PC a jocului, există un editor de nivel disponibil, pe care jucătorii îl pot folosi pentru a-și crea propriile niveluri și poate fi folosită muzică personalizată.

## Recepție
The Impossible Game a primit recenzii în general mixte. Pe Metacritic, versiunea pentru PC a primit un scor cumulat de 64. Pe GameRankings, a primit 60% pe Xbox 360, 67% pe iOS, 87% pe PSP, și 67% pe PC. Eurogamer a acordat versiunii Xbox 360 un 6/10, declarând că „este monumental de frustrant, dar și uluitor de dependență, deoarece încerci continuu să faci progrese prețioase”.